# كبار الشخصيات (مسلسل كوري)
كبار الشخصيات (هانغل:브이아이피)؛ هو مسلسل تلفزيوني كوري جنوبي من إنتاج سنة 2019 بث على قناة SBSTV يومي الاثنين والثلاثاء في ساعة 22:00 بتوقيت كوريا الجنوبية.

## القصة
قصة فريق بمحل تجاري يعمل لصالح عملاء من كبار الشخصيات وهم يُشكلون 1% من زبائنهم، بارك سونج جون قائد فريق بمحل تجاري لكبار الشخصيات، بعد تخرجه من جامعة مرموقة، انضم سونج جون للشركة وأصبح لديه الآن القدرة والفرصة والطموح، زوجة بارك سونج جون نا جونج سون امرأة قوية ذات شخصية مشرقة ولكن أغلب الناس لا يدركون الصعاب التي تواجهها.

## بطولة
- جانغ نا را في دور نا جونغ سون[5]

زوجة وزميل بارك سيونغ جون. هي من عائلة ثرية وحصلت على وظيفة رفيعة المستوى في بمتجر قسم سونغ أون، بعد تخرجها من جامعة مرموقة.
- لي سانغ يون في دور بارك سونغ جون

رئيس فريق إدارة كبار الشخصيات في متجرسونغ اون وزوج نا جيونج سيون.
- لي تشونغ آه في دور لي هيون أه[6]

رئيسة قسم محترف وعصري من فريق إدارة VIP. لقد عادت مؤخرًا من العمل لمدة عام بسبب فضيحة سابقة مع رئيسها الذي كان مسؤولاً عن الموارد البشرية.
- كواك سون يونغ في دورسونغ مي نا[7]

أم عاملة لولدين صغيرين فاتتها عدد من التريقات بسبب اجارتها الامومية، على الرغم من عملها لمدة ست سنوات في الشركة.
- بيو يي جين في دور أوه يوري[8]

تأتي من عائلة فقيرة وتكافح من أجل البقاء. أصبحت مركز الثرثرة في المكتب بعد حصولها على وظيفة في فريق إدارة كبار الشخصيات في متجر سونغ اون. أدى توظيفها إلى تغيير حياة أعضاء الفريق.
- شين جاي ها في دور ما سانغ وو

موظف جديد في فريق إدارة VIP . لقد نشأ في محيط مريح، مع تعليم مرموق

## الحلقات
| رقم الحلقة | إخراج       | كتب بواسطة  | تاريخ البث الأصلي | مشاهدو كوريا الجنوبية (بالملايين) |
| ---------- | ----------- | ----------- | ----------------- | --------------------------------- |
| 1          | لي جونغ ريم | تشا هاي وون | 28 أكتوبر 2019    | 1.059                             |
| 2          | لي جونغ ريم | تشا هاي وون | 29 أكتوبر 2019    | 1.263                             |
| 3          | لي جونغ ريم | تشا هاي وون | 4 نوفمبر 2019     | 1.354                             |
| 4          | لي جونغ ريم | تشا هاي وون | 5 نوفمبر 2019     | 1.407                             |
| 5          | لي جونغ ريم | تشا هاي وون | 18 نوفمبر 2019    | 1.276                             |
| 6          | لي جونغ ريم | تشا هاي وون | 19 نوفمبر 2019    | 1.469                             |
| 7          | لي جونغ ريم | تشا هاي وون | 25 نوفمبر 2019    | 1.306                             |
| 8          | لي جونغ ريم | تشا هاي وون | 26 نوفمبر 2019    | 1.894                             |
| 9          | لي جونغ ريم | تشا هاي وون | 2 ديسمبر 2019     | 1.898                             |
| 10         | لي جونغ ريم | تشا هاي وون | 3 ديسمبر 2019     | 2.081                             |
| 11         | لي جونغ ريم | تشا هاي وون | 9 ديسمبر 2019     | 2.006                             |
| 12         | لي جونغ ريم | تشا هاي وون | 10 ديسمبر 2019    | 2.159                             |
| 13         | لي جونغ ريم | تشا هاي وون | 16 ديسمبر 2019    | 2.163                             |
| 14         | لي جونغ ريم | تشا هاي وون | 17 ديسمبر 2019    | 2.248                             |
| 15         | لي جونغ ريم | تشا هاي وون | 23 ديسمبر 2019    | 2.468                             |
| 16         | لي جونغ ريم | تشا هاي وون | 24 ديسمبر 2019    | 2.688                             |

## المشاهدات
| الموسم | الموسم | رقم الحلقة | رقم الحلقة | رقم الحلقة | رقم الحلقة | رقم الحلقة | رقم الحلقة | رقم الحلقة | رقم الحلقة | رقم الحلقة | رقم الحلقة | رقم الحلقة | رقم الحلقة | رقم الحلقة | رقم الحلقة | رقم الحلقة | رقم الحلقة | المتوسط |
| الموسم | الموسم | 1          | 2          | 3          | 4          | 5          | 6          | 7          | 8          | 9          | 10         | 11         | 12         | 13         | 14         | 15         | 16         | المتوسط |
| ------ | ------ | ---------- | ---------- | ---------- | ---------- | ---------- | ---------- | ---------- | ---------- | ---------- | ---------- | ---------- | ---------- | ---------- | ---------- | ---------- | ---------- | ------- |
|        | 1      | 1.059      | 1.263      | 1.354      | 1.407      | 1.276      | 1.469      | 1.306      | 1.894      | 1.898      | 2.081      | 2.006      | 2.159      | 2.163      | 2.248      | 2.468      | 2.688      | 1.796   |

| الحلقة | جزء  | تاريخ البث الأصلي | متوسط حصة الجمهور | متوسط حصة الجمهور | متوسط حصة الجمهور |
| الحلقة | جزء  | تاريخ البث الأصلي | إيه جي بي نيلسن   | إيه جي بي نيلسن   | تقييمات TNmS      |
| الحلقة | جزء  | تاريخ البث الأصلي | على الصعيد الوطني | سيول              | على الصعيد الوطني |
| ------ | ---- | ----------------- | ----------------- | ----------------- | ----------------- |
| 1      | 1    | 28 أكتوبر 2019    | 5.9٪ (17)         | 6.7٪ (15)         | 6.1٪ (18)         |
| 1      | 2    | 28 أكتوبر 2019    | 6.8٪ (15)         | 7.8٪ (التاسع)     | 6.6٪ (15)         |
| 2      | 1    | 29 أكتوبر 2019    | 6.5٪ (الثالث عشر) | 6.9٪ (الثاني عشر) | 6.4٪ (13)         |
| 2      | 2    | 29 أكتوبر 2019    | 7.6٪ (السابع)     | 8.2٪ (الخامس)     | 7.4٪ (12)         |
| 3      | 1    | 4 نوفمبر 2019     | 6.0٪ (17)         | 7.1٪ (الثاني عشر) | 6.8٪ (15)         |
| 3      | 2    | 4 نوفمبر 2019     | 8.0٪ (العاشر)     | 9.4٪ (الثالث)     | 7.5٪ (الرابع عشر) |
| 4      | 1    | 5 نوفمبر 2019     | 7.4٪ (العاشر)     | 8.5٪ (الرابع)     | 6.9٪ (13)         |
| 4      | 2    | 5 نوفمبر 2019     | 9.1٪ (الخامس)     | 10.4٪ (الثاني)    | 8.2٪ (الثامن)     |
| 5      | 1    | 18 نوفمبر 2019    | 5.9٪ (18)         | 6.7٪ (الثاني عشر) | 6.0٪ (العشرون)    |
| 5      | 2    | 18 نوفمبر 2019    | 7.8٪ (العاشر)     | 9.1٪ (الخامس)     | 7.6٪ (الثاني عشر) |
| 6      | 1    | 19 نوفمبر 2019    | 6.1٪ (15)         | 7.0٪ (العاشر)     | 6.8٪ (15)         |
| 6      | 2    | 19 نوفمبر 2019    | 9.0٪ (الرابع)     | 10.4٪ (الثالث)    | 8.9٪ (الثامن)     |
| 7      | 1    | 25 نوفمبر 2019    | 6.4٪ (الرابع عشر) | 7.1٪ (الثالث عشر) | 7.0٪ (15)         |
| 7      | 2    | 25 نوفمبر 2019    | 8.1٪ (العاشر)     | 9.0٪ (الرابع)     | 8.2٪ (العاشر)     |
| 8      | 1    | 26 نوفمبر 2019    | 8.5٪ (الثامن)     | 9.1٪ (السادس)     | 7.5٪ (الحادي عشر) |
| 8      | 2    | 26 نوفمبر 2019    | 11.4٪ (الرابع)    | 12.4٪ (الثاني)    | 9.9٪ (السابع)     |
| 9      | 1    | 2 ديسمبر 2019     | 8.3٪ (العاشر)     | 8.9٪ (السادس)     | 7.8٪ (الثالث عشر) |
| 9      | 2    | 2 ديسمبر 2019     | 11.3٪ (الرابع)    | 12.3٪ (الثاني)    | 9.2٪ (السابع)     |
| 10     | 1    | 3 ديسمبر 2019     | 10.6٪ (الخامس)    | 11.4٪ (الثالث)    | 8.0٪ (العاشر)     |
| 10     | 2    | 3 ديسمبر 2019     | 12.7٪ (الثاني)    | 13.5٪ (الثاني)    | 10.4٪ (السابع)    |
| 11     | 1    | 9 ديسمبر 2019     | 9.6٪ (السادس)     | 10.8٪ (الخامس)    | 8.4٪ (العاشر)     |
| 11     | 2    | 9 ديسمبر 2019     | 12.2٪ (الرابع)    | 13.6٪ (الثاني)    | 10.6٪ (السابع)    |
| 12     | 1    | 10 ديسمبر 2019    | 10.0٪ (السادس)    | 11.0٪ (الرابع)    | 8.5٪ (التاسع)     |
| 12     | 2    | 10 ديسمبر 2019    | 13.2٪ (الثاني)    | 14.2٪ (الثاني)    | 10.7٪ (السابع)    |
| 13     | 1    | 16 ديسمبر 2019    | 10.6٪ (الخامس)    | 12.0٪ (الرابع)    | 9.2٪ (العاشر)     |
| 13     | 2    | 16 ديسمبر 2019    | 13.1٪ (الثالث)    | 15.0٪ (الثاني)    | 11.0٪ (الخامس)    |
| 14     | 1    | 17 ديسمبر 2019    | 11.2٪ (الخامس)    | 12.6٪ (الثالث)    | 10.2٪ (السابع)    |
| 14     | 2    | 17 ديسمبر 2019    | 13.9٪ (الثاني)    | 15.7٪ (الثاني)    | 12.6٪ (الرابع)    |
| 15     | 1    | 23 ديسمبر 2019    | 11.9٪ (الخامس)    | 13.8٪ (الثالث)    | 9.8٪ (السابع)     |
| 15     | 2    | 23 ديسمبر 2019    | 14.9٪ (الثاني)    | 16.6٪ (الأول)     | 12.9٪ (الثالث)    |
| 16     | 1    | 24 ديسمبر 2019    | 12.0٪ (الثالث)    | 13.0٪ (الثالث)    | 11.5٪ (الخامس)    |
| 16     | 2    | 24 ديسمبر 2019    | 15.9٪ (الثاني)    | 17.7٪ (الأول)     | 14.2٪ (الثالث)    |
| معدل   | معدل | معدل              | 9.8٪              | 10.9٪             | 8.8٪              |

## الجوائز والترشحات
| قائمة الجوائز والترشيحات | قائمة الجوائز والترشيحات | قائمة الجوائز والترشيحات                  | قائمة الجوائز والترشيحات | قائمة الجوائز والترشيحات | قائمة الجوائز والترشيحات |
| السنة                    | الجائزة                  | الفئة                                     | المستلم                  | النتيجة                  | م.                       |
| ------------------------ | ------------------------ | ----------------------------------------- | ------------------------ | ------------------------ | ------------------------ |
| 2019                     | جوائز إس بي إس للدراما   | أفضل ممثل جديد                            | شين جاي ها               | رُشِّح                      | [ 14 ]                   |
| 2019                     | جوائز إس بي إس للدراما   | أفضل ممثلة جديدة                          | كواك صن يونغ             | رُشِّح                      | [ 14 ]                   |
| 2019                     | جوائز إس بي إس للدراما   | أفضل ممثلة مساعدة                         | لي تشونغ آه              | فوز                      | [ 14 ]                   |
| 2019                     | جوائز إس بي إس للدراما   | جائزة أفضل شخصية (ممثلة)                  | بيو يي جين               | فوز                      | [ 14 ]                   |
| 2019                     | جوائز إس بي إس للدراما   | جائزة التميز في المسلسلات القصيرة (ممثل)  | لي سانغ يون              | فوز                      | [ 14 ]                   |
| 2019                     | جوائز إس بي إس للدراما   | جائزة أفضل تميز في المسلسل القصير (ممثلة) | جانغ نا را               | رُشِّح                      | [ 14 ]                   |
| 2019                     | جوائز إس بي إس للدراما   | جائزة المنتج                              | جانغ نا را               | فوز                      | [ 14 ]                   |

## الإنتاج
تمت قراءة السيناريو الأول في 18 أبريل 2019، بدأ التصوير في 9 مايو وانتهى في 26 أكتوبر 2019، قبل يومين من العرض الأول للمسلسل.

## روابط خارجية
- الموقع الرسمي
 (بالكورية)

- كبار الشخصيات على موقع IMDb (الإنجليزية)
- كبار الشخصيات على موقع نتفليكس (الإنجليزية)
- كبار الشخصيات على موقع كينوبويسك (الروسية)
- كبار الشخصيات على موقع قاعدة بيانات الفيلم (الإنجليزية)
- كبار الشخصيات على هانسينما